# Stephanie Mittermaier
Stephanie Mittermaier, auch Bader-Mittermaier (geb. vor 2001) ist eine deutsche Lebensmitteltechnologin. Für ihre grundlegenden Arbeiten über die Nutzung von Lupineneiweiß als Protein-Grundlage für Lebensmittel wurde sie 2014 mit dem Deutschen Zukunftspreis ausgezeichnet.

## Ausbildung
Stephanie Mittermaier studierte von 2001 bis 2006 an der Technischen Universität München und schloss als Dipl.-Ing. für Lebensmitteltechnologie ab.

## Karriere und Forschung
Im Oktober 2006 fing sie am Fraunhofer-Institut für Verfahrenstechnik und Verpackung (IVV) in Freising an. Im April 2017 wurde sie stellvertretende Leiterin der Abteilung für Verfahrensentwicklung Lebensmittel, im August 2021 übernahm sie die Leitung der Abteilung.

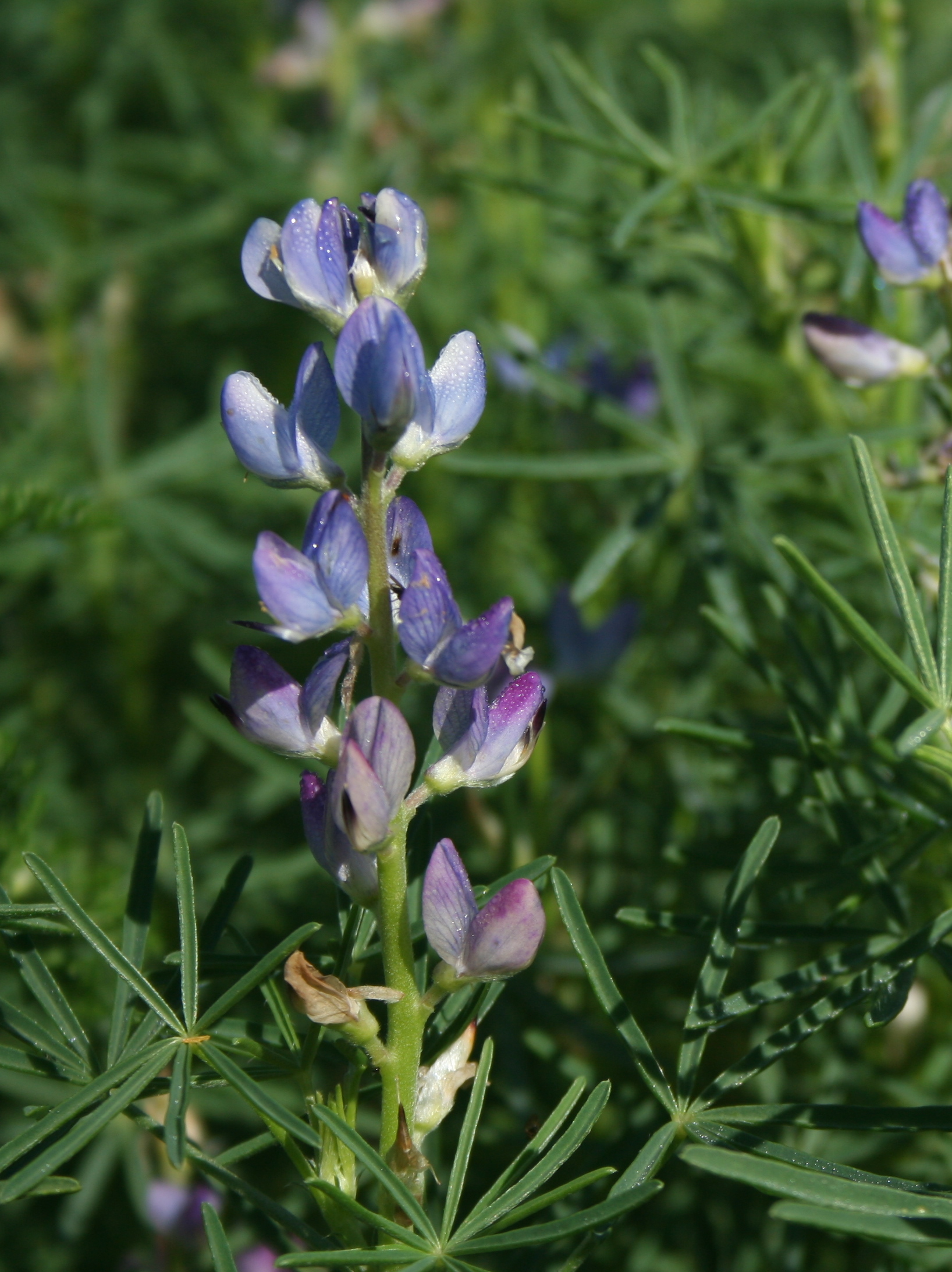
Blaue Lupine

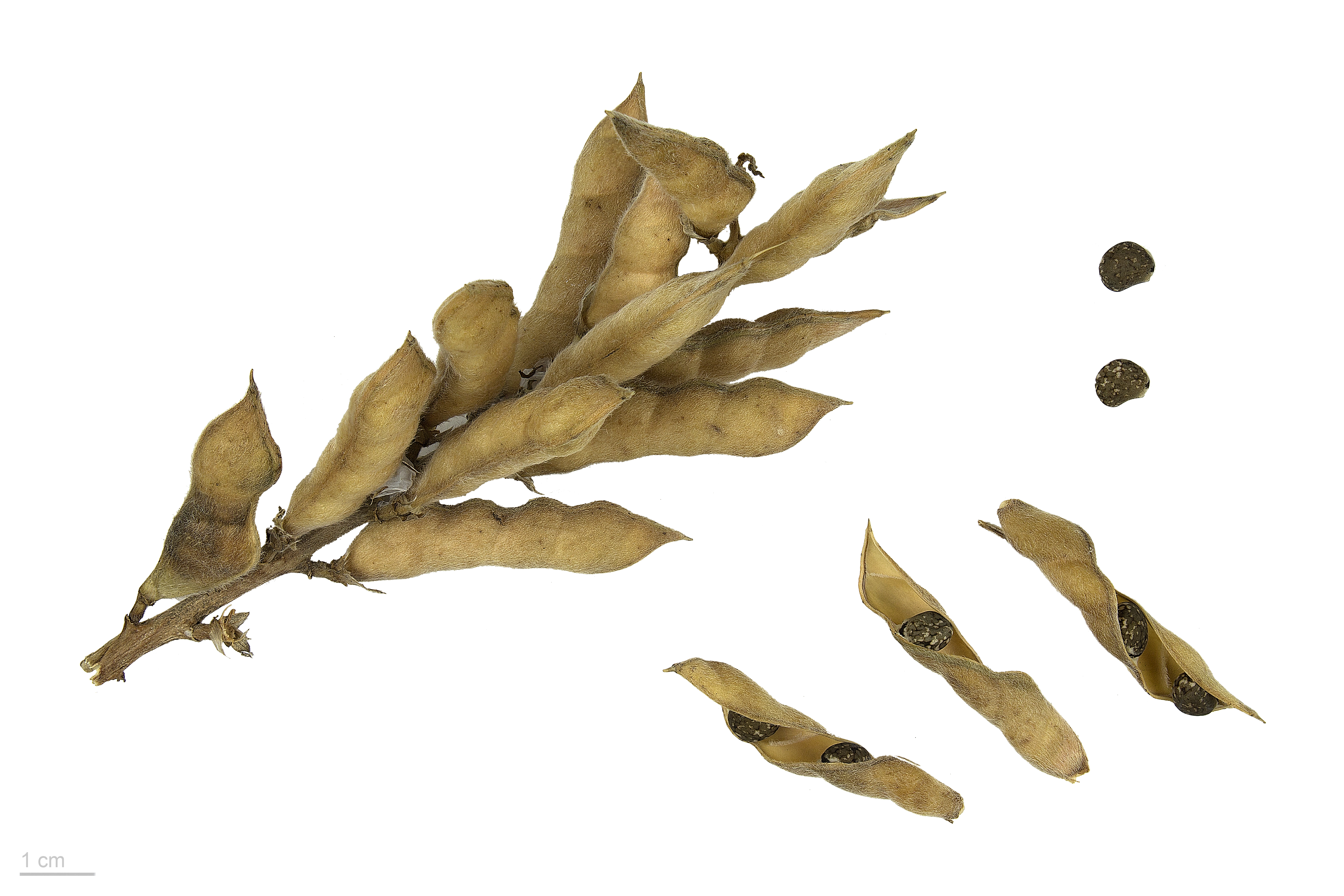
Früchte und Samen der blauen Lupine

Ihre Promotion zur Dr. rer. nat. an der Universität Erlangen-Nürnberg erlangte sie 2013 mit einer Dissertation unter dem Titel  „Charakterisierung von funktionellen und sensorischen Eigenschaften von Lupinen-Proteinen“.
In dieser Arbeit wurde erstmals untersucht, welche Aromastoffe nativ in Lupinensamen auftreten und dem breiten Einsatz in Lebensmitteln durch bittere, bohnige, ranzige und grüne Geschmacksnoten entgegenstehen. Sie konnte insgesamt 26 geruchsaktive Einzelsubstanzen identifizieren, die Fettbegleitstoffe waren bzw. aus Fettsäuren entstehen. Sie lassen sich fast vollständig durch überkritisches CO2 aus den Saaten bzw. Lupinenflocken entfernen, das gegenüber dem herkömmlichen Hexan den Vorteil hat, dass es nicht brennbar, nicht toxisch ist und überall verfügbar ist. Übrig bleibt ein weitgehend geschmacksneutrales Proteinlysat, das als Grundstoff für diverse Lebensmittelzutaten dienen kann, etwa als Stabilisatoren in Getränken und Brotaufstrichen, als Strukturbildner in Wurst- und Teigwaren oder Schäume bei der Herstellung von Backwaren und Süßigkeiten. Die sonst schwierige Verwendung von pflanzlichen Proteinen in Milchersatzprodukten wie Joghurt oder Käse und sogar Speiseeis ist damit möglich.
Die Verwendung von pflanzenbasierten gegenüber von tierischen Lebensmitteln hat den Vorteil, dass hierfür wesentlich weniger landwirtschaftliche Anbaufläche benötigt wird. Bisher wird vor allem Sojaprotein als Fleischersatz verwendet. Soja ist durch Anbau auf  Äckern, die durch Rodung von Tropenwäldern gewonnen wurden, durch den Einsatz von Gentechnologie zur Ertragssteigerung bei Konsumenten und durch störende Eigenaromen nur eingeschränkt beim Verbraucher akzeptiert. Lupinen werden im Mittelmeerraum seit Jahrtausenden angebaut, sie werden in Mitteleuropa als Vor- oder Zwischenfrucht eingesetzt und werden nicht gentechnisch modifiziert. Sie konkurrieren nicht mit anderen wichtigen Nutzpflanzen wie Weizen, Mais oder Raps, da sie auch gut auf sandigen Böden wachsen. Sie haben eine bis in 1,50 Meter Tiefe reichende Pfahlwurzel und erschließen sich so Wasser auch aus tiefen Erdschichten. Die den Leguminosen eigene Stickstoffbindung kann den Düngemitteleinsatz in der Folgefrucht reduzieren; aufgrund ihrer ausgedehnten Wurzeln tragen sie auch wesentlich zur   Bodenlockerung bei.
Lupinen haben unter den Leguminosen mit den höchsten Proteingehalt. Sie enthalten alle essentiellen Aminosäuren. Die Vorteile der blauen Süßlupine (korrekter schmalblättrige Lupine) gegenüber weißen und gelben Lupinen sind der geringe Bitterstoffanteil (Alkaloidgehalt deutlich unter 0,05 Prozent) und die Resistenz gegen Anthraknose, eine Pilzerkrankung, die zu hohen Ernteausfällen bei Lupinen führen kann.

## Ehrungen
- 2022 Wissenschaftspreis Weihenstephan der Stadt Freising gemeinsam mit Christopher Schädle und Solange Sanahuja für Arbeiten zum Thema Einfluss ausgewählter Fettaustauschstoffe auf die Eigenschaften fettreduzierter Modellemulsionssysteme[6]
- 2014 Deutscher Zukunftspreis durch Bundespräsident Joachim Gauck gemeinsam mit Peter Eisner (damals Leiter der Abteilung für Verfahrensentwicklung Lebensmittel) und Katrin Petersen (Leiterin von Prolupin, der vom IVV ausgegründeten Produktions- und Vermarktungsgesellschaft) für ihre Präsentation Lebensmittelzutaten aus Lupinen – Beitrag zu ausgewogener Ernährung und verbesserter Proteinversorgung[2]

## Privates
Stephanie Bader-Mittermaier ist verheiratet, sie spielt in ihrer Freizeit Badminton.

## Veröffentlichungen
- Characterisation of functional and sensory properties of lupin proteins. Universität Erlangen-Nürnberg, Diss., 2013.
- mit Anna Martin et al.: Texture, sensory properties and functionality of extruded snacks from pulses and pseudocereal proteins J Sci Food Agric September 2022; 102(12):5011–5021. doi:10.1002/jsfa.11041. Epub 16. Januar 2021.
- mit Juliet Sims et al.: Cultivating a Healthier Policy Landscape: The Building Healthy Communities Initiative. Health Promot Pract. 29. September 2022; 15248399221114341. doi:10.1177/15248399221114341.